# Miura Fumitake
Fumitake Miura (sinh ngày 14 tháng 8 năm 1970) là một cầu thủ bóng đá người Nhật Bản.

## Sự nghiệp câu lạc bộ
Fumitake Miura đã từng chơi cho Yokohama Marinos, Kyoto Purple Sanga, Júbilo Iwata và FC Tokyo.